# Luke Ward
Luke Ward (1988), gespeeld door acteur Chris Carmack, is een personage uit de televisieserie The O.C..

## Seizoen 1
Luke is de meest populaire jongen van de school en staat niet open voor nieuwelingen. Dit blijkt als hij, meteen de eerste aflevering, in gevecht raakt met Ryan Atwood. Luke heeft al jaren een relatie met Marissa Cooper.
Marissa maakt het uit met hem, als zij hem betrapt met Holly Fischer. Toch liep de relatie al niet goed, toen Marissa zich aangetrokken voelde tot Ryan, Luke's grootste vijand. Luke krijgt hierna een seksuele relatie met Marissa's moeder Julie Cooper.
Luke verliest zijn populariteit als blijkt dat zijn vader homoseksueel is en de familienaam nu ten schande wordt gebruikt. Hij schaamt zich zó, dat hij verhuist naar Portland.